# Lancia Astura

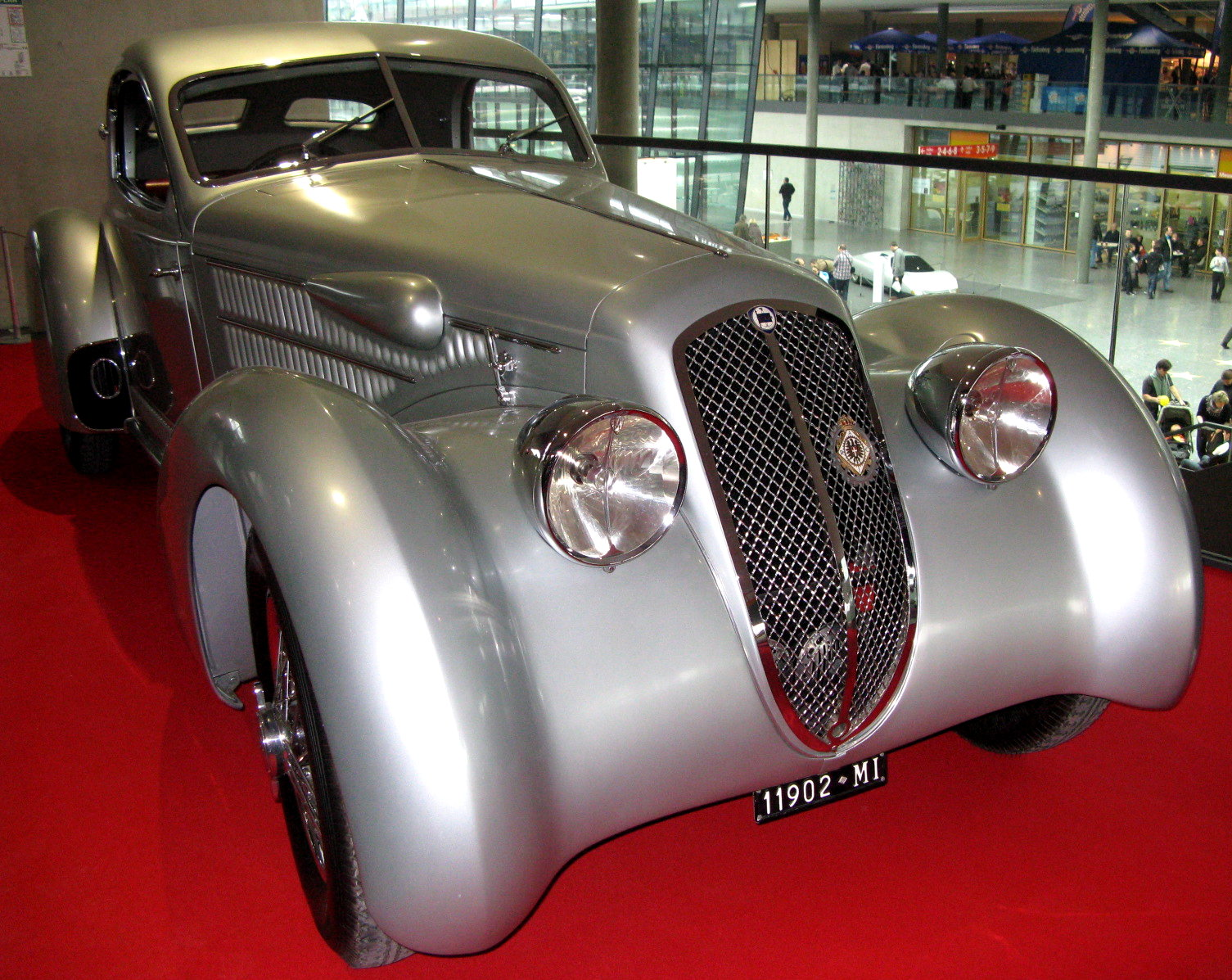
Lancia Astura 233C Aerodynamica. 1935

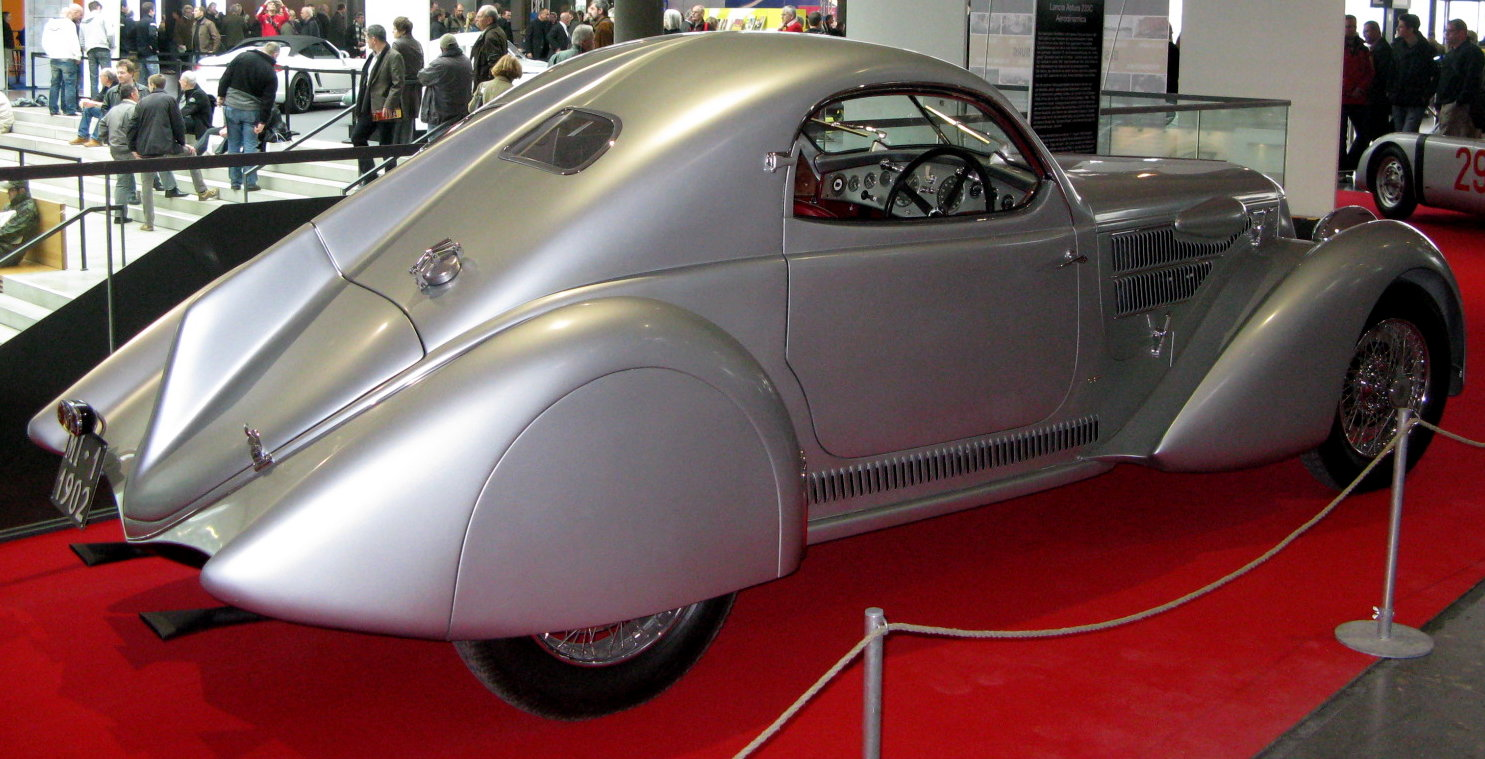
Lancia Astura 233C Aerodynamica. 1935

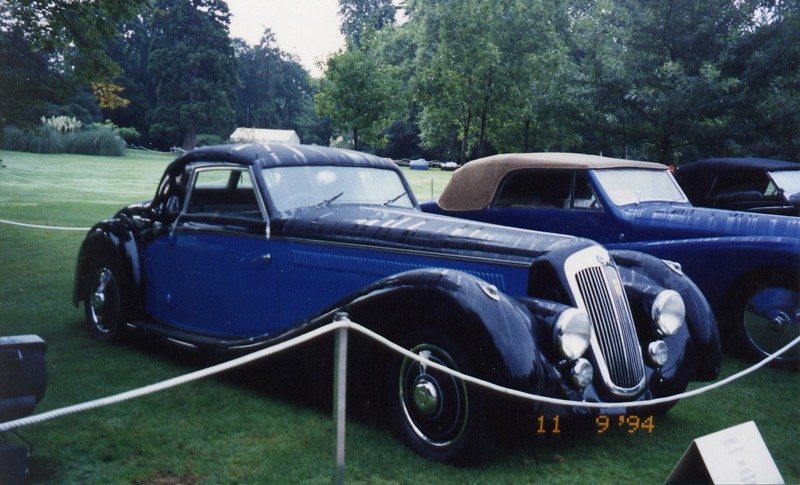
Lancia Astura. Кузов Pourtout. 1938

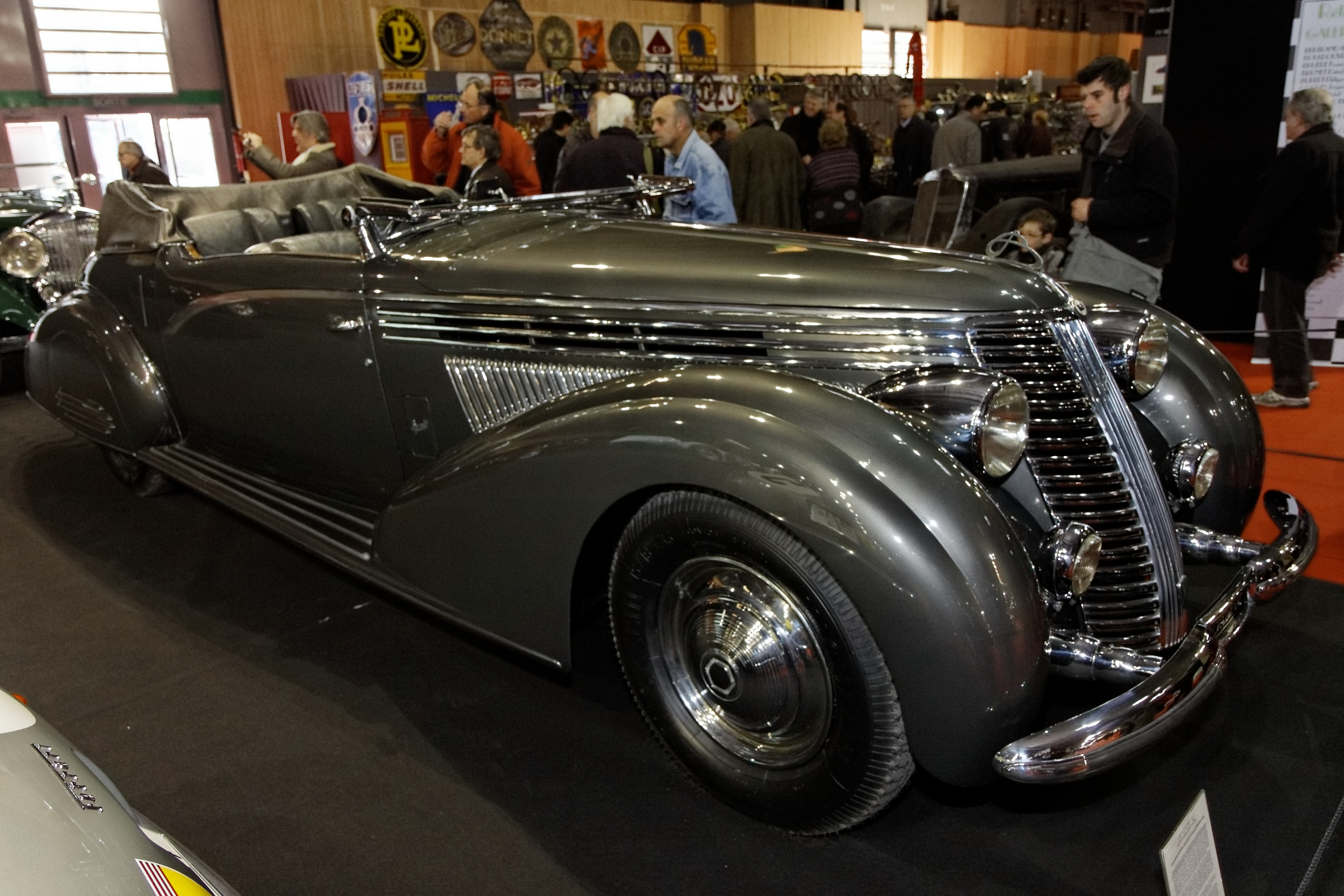
Lancia Astura. S4. 1939

Lancia Astura (укр. Лянчія Астура) — випускалась італійською компанією Lancia впродовж 1931–1939 років. Виробництво припинили з початком Другої світової війни. Попередником була модель Lancia Augusta (укр. Лянчія Аугуста).

## Історія
Вперше була презентована на Паризькому автосалоні 1931 р. Виготовлялась з кузовами лімузин, купе, кабріолет чотирма серіями:
- S.1 1931–1932 в кількості 496 екземплярів з 2,6 л мотором V8 (19°) потужністю 72 к.с.
- S.2 1932–1933 в кількості 750 екземплярів модифікованим кріпленням мотору до шасі, що зменшувало вібрації, шум
- S.3 1933–1937 в кількості 1243 екземплярів з двома варіантами колісної бази, новим 3,0 л мотором V8 (17°) потужністю 82 к.с., підсилювачами гальм, аеродинамічним кузовом з нахиленими радіатором, лобовим склом,
- S.4 1937–1939 в кількості 423 екземпляри з гідравлічними гальмами, колісною базою для великих лімузинів

## Технічні дані Lancia Astura
|                    |                                                          |
| Розміри            | Параметри                                                |
| Роки випуску:      | 1931-1939                                                |
| Колісна база :     | * S.1-S.2 3180 мм *S.3 3100 мм *S.3 1311 мм *S.4 1370 мм |
| Довжина:           | 4517-4840 мм                                             |
| Ширина             | 1620-1642 мм                                             |
| Виготовлено:       | 2 912 екземплярів                                        |
| Маса порожнього:   | 1,250-1,750 кг                                           |
| Мотор              | 1×8-циліндровий V-подібний                               |
| Потужність мотору: | *S.1-S.2 72к.с. *S.3-S.4 82 к.с.                         |
| Об'єм мотору       | *S.1-S.2 2,6 л *S.3-S.4 3,0 л                            |
| Щеплення :         | КП 4-ступінчаста механічна                               |
| Швидкість :        | 129 км/год.                                              |
| Бензобак:          | 77 л                                                     |